# Vénus de Berekhat Ram
Pour les articles homonymes, voir RAM.
La Vénus de Berekhat Ram est un objet en pierre daté de 300 000 ans découvert en 1981 sur les hauteurs du Golan, territoire syrien occupé par Israël depuis 1967. L'origine de l'objet est contestée : pour certains auteurs, il s'agit d'une Vénus paléolithique très ancienne. Pour d'autres, il s'agit d'un objet naturel présentant une forme évocatrice.  La mise au jour est due à l’archéologue Naama Goren-Inbar de l’Université hébraïque de Jérusalem.

## Description

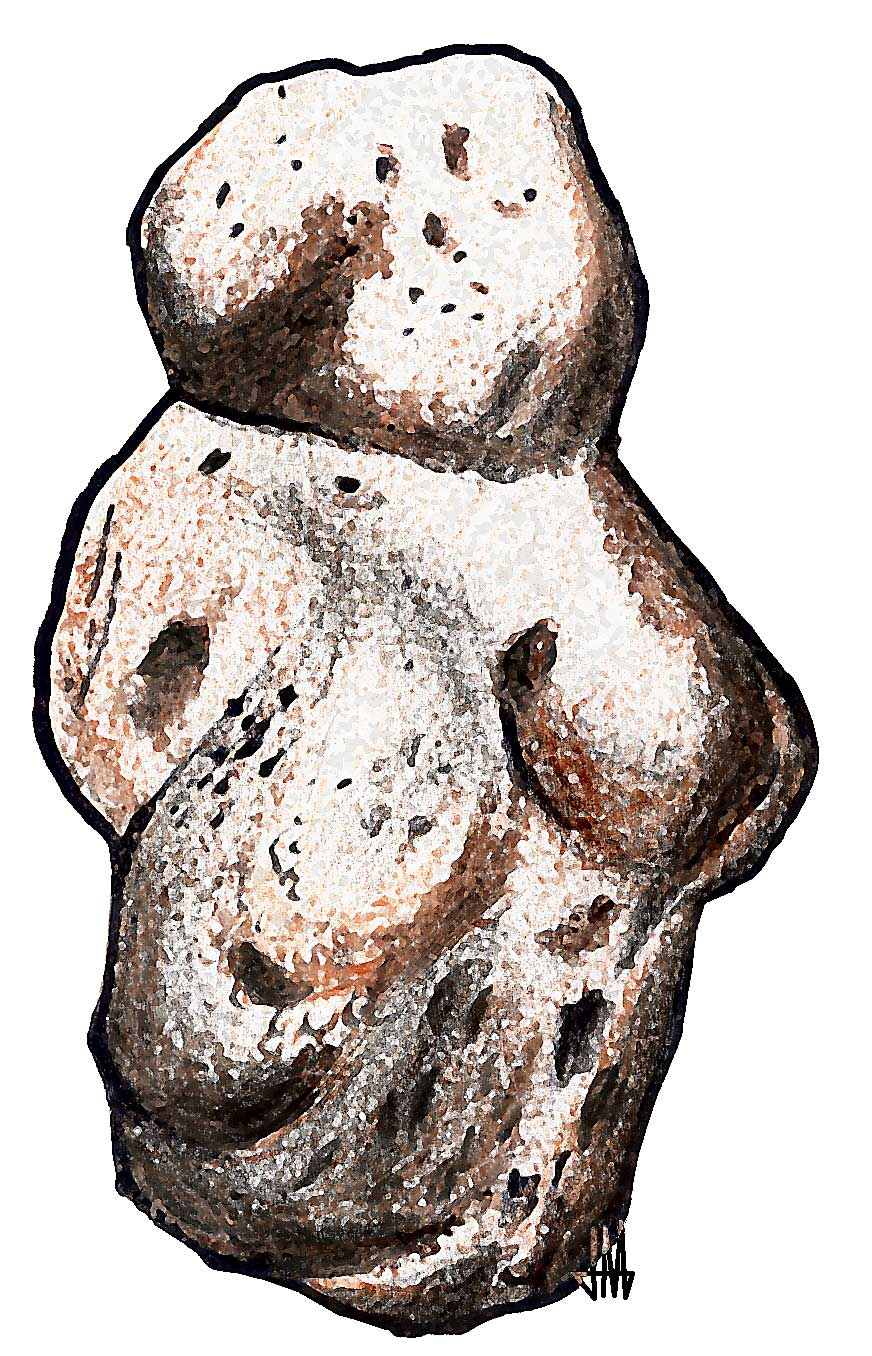
Dessin de la Vénus de Berekhat Ram

Il s'agit d'un galet anthropomorphe en tuf rouge de 35 mm de long, qui a au moins trois entailles faites par une pierre tranchante. L’une des entailles est profonde et entoure la petite partie ronde du galet ; deux courbes moins prononcées descendent de part et d’autre et peuvent être interprétées comme marquant le cou et les bras de la figurine. Ces marques ressemblent beaucoup à celles faites lors d’expériences d’archéologie expérimentale par des pierres taillées au tranchant affûté et se distinguent nettement de marques faites par la nature. 
Pour certains, cet objet a été modifié intentionnellement pour ressembler à un corps de femme. Ce galet aurait donc été façonné par une main humaine, même s'il ne présente que peu de ressemblance avec les figurines de Vénus faites ultérieurement au Paléolithique supérieur.

## Datation
Découvert entre deux couches de cendres, l'objet a pu être daté d’au moins 230 000 ans avant le présent. Il pourrait être le plus ancien exemple connu d’art figuratif. 
Cependant, certains auteurs considèrent qu'il s'agit simplement d'une roche ayant naturellement une forme humaine. 

## Vestiges anciens
On a trouvé très peu d'exemples de sensibilité esthétique aussi anciens. Les vestiges d'ornements corporels et les marques rupestres abstraites apparaissent à partir de 100 000 ans avant le présent, avec le développement d'Homo sapiens en Afrique.